# Pierre Suon Hangly
Pierre Suon Hangly (* 14. April 1972 in Phnom Penh) ist ein kambodschanischer römisch-katholischer Geistlicher und ernannter Koadjutorvikar von Phnom Penh.

## Leben
Pierre Suon Hangly empfing am 9. Dezember 2001 das Sakrament der Priesterweihe für das Apostolische Vikariat Phnom-Penh. Suon Hangly war zunächst als Pfarrer tätig. 2007 wurde er für weiterführende Studien nach Frankreich entsandt, wo er am Institut Catholique de Paris ein Baccalauréat und 2015 ein Lizenziat im Fach Spirituelle Theologie erwarb. Ab 2017 war Suon Hangly delegierter Vikar des Apostolischen Vikariats Phnom-Penh.
Am 15. Juli 2022 ernannte ihn Papst Franziskus zum Apostolischen Präfekten von Kompong-Cham. Die Amtseinführung fand am 1. Oktober desselben Jahres statt.
Papst Leo XIV. ernannte ihn am 28. Juni 2025 zum Koadjutor des Apostolischen Vikars von Phnom Penh.